# 亞歷山大國際機場
亞歷山大國際機場（阿拉伯语：‎）是亞歷山卓的民航機場。
2007年，亞歷山大國際機場的客運量達795,128人次，比2006年增加28.3%。

## 客運航空公司及航點
- 阿拉伯航空（沙迦）
- 巴林航空（巴林）
- 埃及航空（開羅，沙姆沙伊赫，麥地那，吉達，利雅得，達曼，迪拜，科威特城，多哈，埃及航空快運，貝魯特，班加西，赫爾格達，卢克索，沙姆沙伊赫，的黎波里）
- 約旦航空（Aqaba，Amman）
- 科威特航空（科威特城）
- 利比亞航空（班加西，的黎波里）
- 奧林匹克航空（雅典）
- 卡塔爾航空（多哈）
- 皇家約旦航空（安曼）
- 沙特阿拉伯航空（吉達，利雅得，麥地那）